# Yves Adrien
Pour les articles homonymes, voir Adrien.
Yves Adrien est un écrivain et dandy français né le 27 juin 1951, révélé par ses articles parus dans le magazine Rock & Folk au début des années 1970 et reconnu en 1980 pour son premier livre Novövision publié par les Humanoïdes Associés.

## Biographie
Il publie son premier article, consacré à Leon Russell, en février 1971 dans le magazine Rock & Folk, et travaille ensuite régulièrement pour ce journal. Dans le no 72 de janvier 1973, il signe un manifeste intitulé « Je chante le rock électrique », titre inspiré de « I Sing the Body Electric », poème de Walt Whitman, publié dans Feuilles d'herbe (Leaves of Grass, 1855). La traduction française du titre du poème, Je chante le corps électrique, a aussi servi de titre à un recueil de nouvelles de Ray Bradbury (1969) qui a pu être l'inspiration directe de Y. Adrien). Ses héros d'alors ne sont pas Genesis ou les Stones mais The Stooges, The Flamin' Groovies, Kim Fowley ou The New York Dolls. Il exprime dans ses articles une fascination/vénération pour ceux qui furent des artistes avant-gardistes : David Bowie et Kraftwerk, précurseurs de la new wave et de l'avant-garde américaine arty de la fin des années 1970 (Talking Heads, James Chance, Lydia Lunch, Mars, DNA, etc.).
La principale contribution d'Yves Adrien est d'avoir théorisé, sous le nom d'After-punk, la renaissance musicale qui suivit le mouvement punk, entre la fin des années 1970 et le début des années 1980. Certains de ses articles de Rock & Folk ont été réédités, mais la référence principale reste son livre Novövision, d'une grande originalité formelle, à la fois journal intime, journal de voyage et panorama de la musique et des boites de nuits de l'époque, entre Paris, Londres et New York. À ce titre, Novövision peut être lu comme un catalogue hiérarchisé des principaux groupes du moment, depuis ceux du mouvement new wave (Joy Division, The Cure, Siouxsie and the Banshees) jusqu'à l'avant-garde américaine précédemment citée (Lydia Lunch, amie d'Y. Adrien, est la figure centrale de toute la partie new-yorkaise de NovöVision) en passant par la musique industrielle (Cabaret Voltaire, et surtout Throbbing Gristle dont une des membres fondatrices, Genesis P-Orridge était une amie personnelle d'Y. Adrien). Le terme Novö, autre concept créé par Y. Adrien, exprime sa fascination pour ces expérimentations musicales nouvelles et  le futur en train de s'inventer et qu'il sublime dans ses articles. Nightclubber invétéré, Yves Adrien est l'un des premiers à réhabiliter le genre disco, renommé « diskö ». Il écrit aussi pour le magazine underground Façade.
Il ne fut pas vraiment journaliste mais plutôt un précurseur de la chronique rock écrite comme un essai, comme son confrère et ami Alain Pacadis, un exercice de style qui assura son influence sur les générations suivantes. Il est l'inventeur et l'apôtre de l'expression « Novö ». À l'avant-garde de l'écriture rock par ses chroniques, il disparut plusieurs années de la scène avant de réapparaitre en 2000 avec un second livre, puis un troisième en 2004, et de donner quelques rares entretiens à la presse. En particulier, Yves Adrien donne une longue interview en 2000 à Serge Kaganski pour Les Inrockuptibles dans laquelle il livre de nombreux éléments biographiques sur sa période post-Novövision. À la suite du décès d'un très proche ami, Julien Regoli, guitariste d'Angel Face, il se tourne vers le catholicisme. Cette trajectoire n'est pas sans rappeler celle de Huysmans, écrivain français de la fin du XIXe siècle, dont Yves Adrien se rapproche par son goût affirmé pour l'écriture « fin de siècle », sa conversion tardive, ainsi que par le rôle de porte d'entrée vers l'ensemble de la new wave jouée par le livre Novövision, très similaire au rôle joué par À rebours de Huysmans pour la poésie symboliste.
Outre les ouvrages cités, on peut lire un texte d'Yves Adrien dans l'ouvrage collectif Rock & Folk interviews, reprenant des articles du magazine Rock & Folk. La contribution d'Yves Adrien est un article sur Kraftwerk.
Yves Adrien a fortement inspiré l'intitulé de l'exposition Des jeunes gens mödernes consacrée par la Galerie du jour/Agnès b. au mouvement növö en France. Dans le livre consacré à l'exposition sont reproduits quelques articles publiés dans Rock & Folk (Afterpunk, R&F 133, 1978 ; Afterdark, R&F 135, 1978 ; Afterwave, R&F 141, 1978), de nombreux extraits illustrés de Novövision ainsi qu'une interview d'Yves Adrien par Alain Pacadis, extraite de son livre Nightclubbing.

## Citations
« Les  teenagers préfèrent le bubblegum au marxisme, c'est heureux… L'imagerie du vécu dépasse n'importe quelle logique fondée sur un raisonnement. C'est là la force du teenager. L'aventure gauchiste n'est pas, dans le concept musical / électrique qui nous préoccupe, plus importante que la mode du twist ou des bottes à semelles compensées. »

— « Je chante le rock électrique » Rock & Folk, 1973

« Je crois très fort à l’arrogance. Je hais l’idée de soumission, d’humilité. C’est l’une des idées majeures de ce mouvement « Ultra » : ne pas être soumis. Saint-Just était aussi aristocrate que ceux qu’il a guillotinés. Quant à moi, s’il faut subir une forme de contrainte ou de dictature, je préférerais toujours qu’elle soit exercée par l’élite plutôt que par la masse. On peut discuter avec l’élite. Avec la masse, c’est impossible, elle parle trop fort... »

— « Pour un rock thermidor », entretien avec Alain Pacadis, Libération, 16/17 mai 1981

## Ouvrages
- NovöVision, Speed 17/Les Humanoïdes Associés, 1980, réédition chez Denoël en 2002  (ISBN 978-2-2072-5410-3), 171 pages
- Ultra Lux (illustrations de Philippe Morillon), Editions Walter, 1981  (ISBN 2-86593-000-9), 100 pages
- 2001 Une apocalypse rock, Flammarion, 2000  (ISBN 978-2-0806-7974-1), 142 pages
- F. pour Fantomisation : Les inédits d'Yves Adrien, Flammarion, 2004  (ISBN 978-2-0806-8643-5), 213 pages

## Participations à des ouvrages
- Rock & Folk interviews, Speed 17/Les Humanoïdes Associés, 1979  (ISBN 2-902123-94-9), 484 pages
- Des jeunes gens mödernes, Naïve/Galerie du jour Agnes B., 2008  (ISBN 978-2-35021-146-6), 191 pages
- La Dernière Farce : préface du Fantôme, en tant que préfacier, Éditions Hurle-Vent, 2022  (ISBN 978-2-9576986-2-2), 96 pages